# Desoukbron
Desoukbron är en 610 meter lång järnvägsbro som korsar Nilen i Desouk i Egypten. Den byggdes mellan 1925 och 1927 av det brittiska stålbolaget Dorman Long. Bron består av två sektioner som möts på en ö i mitten. Den ena sektionen har fem spann, den andra fyra.